# Cyperus strigosus
Cyperus strigosus är en halvgräsart som beskrevs av Carl von Linné. Cyperus strigosus ingår i släktet papyrusar, och familjen halvgräs. Inga underarter finns listade i Catalogue of Life.